# Solliès-Pont
Solliès-Pont è un comune francese di 11 170 abitanti situato nel dipartimento del Var della regione della Provenza-Alpi-Costa Azzurra.

## Società

### Evoluzione demografica
Abitanti censiti